# أنثروبولوجيا بواس

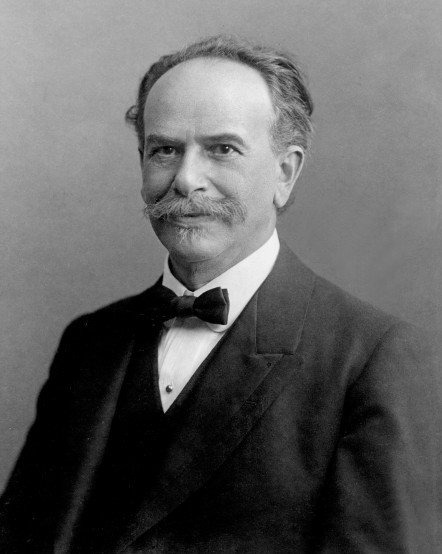

كانت أنثروبولوجيا بواس (بالانجليزية _ Boasian anthropology) علم داخل مدرسة الأنثروبولوجيا (علم الإنسان) الأمريكية أسسها فرانز بواس في أواخر القرن التاسع عشر.

## نظرة عامة
نقسمت أنثروبولوجيا بواس إلى أربعة مجالات الأنثروبولوجيا الثقافية والأنثروبولوجيا اللغوية والأنثروبولوجيا الفيزيائية والأنثروبولوجيا علم الآثار.و لقد استند إلى فهم الثقافات البشرية على أنها قابلة لتغير الدائم من خلال التعلم الاجتماعي، وفهم الاختلافات السلوكية بين الشعوب على أنها منفصلة إلى حد كبير عن الميول الفطرية النابعة من البيولوجيا والجينات البشرية وغير متأثرة بها - ورفضت وجهة النظر القائلة بأن الاختلافات الثقافية كانت في الأساس بيولوجية وراثي. كما رفضت أفكار النظرية التطورية التي وصفت ان جميع المجتمعات تسيرعلى نفس المسار وقد وصلت إلى مستوى معين من التطور بنفس الطريقة التي وصلت إليها جميع المجتمعات الأخرى مفترضة مسارًا تطوريًا واحدًا يتم من خلاله يتم ترتيب الثقافات في تسلسل هرمي معين، وبدلاً من ذلك اعتبر بواس أن المجتمعات يمكن أن تصل إلى نفس المستوى من التطور الثقافي عبر مسارات مختلفة وهذا ما يعرف بالخصوصية التاريخية.

جانب آخر مهم من الأنثروبولوجيا في بواس هو منظورها للنسبية الثقافية الذي يفترض أن الثقافة لا يمكن فهمها إلا من خلال فهم معاييرها وقيمها أولاً، بدلاً من افتراض أن قيم ومعايير مجتمع الأنثروبولوجيا يمكن استخدامها للحكم على الثقافات الأخرى «لأن كل البشر يرون العالم من عيون ثقافتهم الخاصة، ويحكمون عليه وفقاً للمعايير التي اكتسبوها من ثقافتهم». بهذه الطريقة لم يفترض علماء الأنثروبولوجيا البواسية أن المجتمعات غير الغربية هي بالضرورة أقل شأنا من المجتمعات الغربية، بل حاولوا فهمها وفقًا لشروطهم الخاصة. من هذا النهج نشأ أيضًا عن الاستثمار في فهم الأقليات الثقافية وحمايتها، وفي نقد المجتمع الأمريكي والغربي وإضفاء الطابع النسبي عليه من خلال مقارنة قيمه ومعاييره مع قيم ومعايير المجتمعات الأخرى.

اشتمل برنامج البحث وأنشطة التعليم العام الذي اتبعه بواس وطلابه السابقين ورفاقهم - بما في ذلك معظم مجال الأنثروبولوجيا كما يُمارس في الولايات المتحدة - على عدد من المجالات المنفصلة للبحث والأنشطة. وقد شمل هذه العديد من التخصصات الأنثروبولوجية والتخصصات المتجاورة، مثل تلك المعروفة اليوم باسم أنثروبولوجيا المتاحف، وعلم الفولكلور، والأنثروبولوجيا اللغوية، والدراسات الأمريكية الأصلية، والتاريخ العرقي.

## علماء الأنثروبولوجيا البواسية
كان لدى بواس مجموعة كبيرة من الطلاب الذين سيطروا على الجيل الأول من علماء الأنثروبولوجيا المحترفين في الولايات المتحدة، واستمروا في تأسيس العديد من أقسام الأنثروبولوجيا في البلاد من بين الطلاب البارزين في علم الإنسان (أنثروبولوجيا) الذين أصبحوا دعاة لأنثروبولوجيا بواس هم:
- روث بندكت
- إدوارد سابير
- مارغريت ميد
- أيه. إل. كروبر
- غلاديس ريتشارد
- رولاند بوريدغ ديكسون
- الكسندر جولدن وايزر
- روبرت لوي
- جون آر سوانتون
- باول رادين
- ميلفيل هيرسكوفيتس
- جين ويلتفيش
- ميلفيل جاكوبس
- روث أندرهيل
- أليكساندر ليسر
- ليسلي سبير
- إلسي كلوز بارسونز
- روث بنزل
- زورا نيل هيرستون
- فرانك سبيك

## انتقادات
في منتصف القرن العشرين، تعرضت أنثروبولوجيا بواس للنقد من الطلاب الذين أرادوا إعادة إدخال تطوير لدراسة هذه الثقافة، ومن أولئك الذين اختلفوا مع موقفها النسبي ورأيها بأن الاختلافات البيولوجية لا تعكس الاختلافات الفطرية في قدرة الإنسان أو امكانياته. في أواخر القرن العشرين، تم انتقاد أنثروبولوجيا بواسيا أيضًا لقبولها العرق كفئة بيولوجية صالحة، مما أدى إلى محاولات لإعادة تعريف أنثروبولوجيا بواسيا الجديدة التي تدرس المسارات التاريخية المعينة التي تؤدي إلى بناء الفئات الاجتماعية للثقافات والأعراق.